# Khirbet Beit Zakariyyah
Khirbet Beit Zakariyyah, en arabe : خلة سكاريا, ou Beit Iskâria, Khirbet Zakariah, Beit Skâria est un village du gouvernorat de Bethléem en Palestine, situé au sud-ouest de Bethléem, en Cisjordanie.
Selon le recensement du bureau central palestinien des statistiques, la localité compte une population de 142 habitants en 2017.